# Nordic Regional
Nordic Regional var ett svenskt regionalt flygbolag. Det la ner all trafik sommaren 2008.
Nordic Regional erbjöd reguljära flygresor mellan Östersund, Umeå och Luleå, mellan Arlanda och Kramfors och mellan Arlanda och Gällivare. Trafiken bedrevs med SAAB 340 respektive MD87.
Nordic Regional ingick i Nordic Airways AB som var ett svenskt oberoende flygbolag som bedriver sin verksamhet med ett svenskt flygoperatörstillstånd. Bolaget var privatägt och bedrev reguljär-, charter- samt så kallad wet lease-trafik. All reguljär inrikestrafik bedrevs under namnet Nordic Regional. Nordic Regional flög även från Köln för Germanwings, ett f.d. dotterbolag till Lufthansa.

## Flygplansflottan
- Saab 340 (Trafikerade linjen: Östersund-Umeå-Luleå)